# Scythiloculina
Scythiloculina es un género de foraminífero bentónico de la subfamilia Hauerininae, de la familia Hauerinidae, de la superfamilia Milioloidea, del suborden Miliolina y del orden Miliolida. Su especie tipo es Scythiloculina confusa. Su rango cronoestratigráfico abarca desde el Berriasiense superior hasta el Aptiense inferior (Cretácico inferior).

## Discusión
Clasificaciones más recientes han incluido Scythiloculina en la subfamilia Scutulorinae de la familia Quinqueloculinidae.

## Clasificación
Scythiloculina incluye a las siguientes especies:
- Scythiloculina bancilai †
- Scythiloculina confusa †